# Enrique Galán
Enrique Galán Bayarri (Almácera, 6 de abril de 1946) es un ex-futbolista español. Jugaba de delantero y su primer club fue el Valencia Mestalla. Actualmente es el séptimo máximo goleador de la historia de Segunda División con 118 goles en 269 partidos.

## Carrera
Comenzó su carrera en 1965 jugando un único partido con el Valencia Mestalla en segunda división. En la temporada siguiente ficha por el CD Alcoyano que militaba en la Tercera división. En 1967 ficha por el CD Badajoz jugando sólo una temporada con el equipo extremeño.
En 1968 firma por el Real Oviedo, donde desarrolla principalmente su carrera profesional manteniéndose jugando en ese equipo hasta 1978, 10 temporadas seguidas, alcanzando en la temporada 1971/72 el trofeo Pichichi de la segunda división con 23 goles. Es el tercer máximo goleador de la historia del Real Oviedo tras Isidro Lángara y Herrerita, con 135 goles en partidos oficiales, 110 en liga. Su primer gol en la Primera división fue durante el partido de la cuarta jornada de la temporada 1972/73 celebrado en el desaparecido Estadio Carlos Tartiere de Oviedo el 24 de septiembre de 1972 frente al Granada CF en el minuto 17 de la primera parte abriendo el marcador de un partido que finalizaría con un 3-0 para el equipo astur. Durante las tres temporadas que disputó en la Primera división con el conjunto azul totalizó 27 tantos.
En 1978 se fue al Getafe Deportivo, club en el cual colgó las botas en 1980.

## Clubes
| Club              | País   | Año       | Partidos | Goles |
| ----------------- | ------ | --------- | -------- | ----- |
| Valencia Mestalla | España | 1965-1966 | 1        | 0     |
| CD Alcoyano       | España | 1966-1967 | sd       | sd    |
| CD Badajoz        | España | 1967-1968 | 18       | 10    |
| Real Oviedo       | España | 1968-1978 | 295      | 110   |
| Getafe Deportivo  | España | 1978-1980 | 31       | 11    |

## Selección nacional
Ha sido 2 veces internacional con la Selección de fútbol de España. Debutó el 2 de mayo de 1973 en un partido amistoso disputado en el Estadio Olímpico de Ámsterdam frente a la selección holandesa sustituyendo en el minuto 63 a Gárate. El resultado final sería de 3 a 2 para los holandeses con gol de Johan Cruyff a falta de un minuto para acabar el encuentro.
Su segundo y último partido como internacional fue otro amistoso en el estadio de Sarriá de Barcelona frente a la selección de la Alemania Federal el 23 de febrero de 1974, saliendo en el minuto 85 en sustitución de Roberto Martínez y que concluiría con la victoria para la roja por 1 a 0, gol de Asensi.